# Live! Down the Road
Live! Down the Road ist ein Livealbum der US-amerikanischen Sängerin und Pianistin Marcia Ball. Es wurde 2005 bei Alligator Records veröffentlicht.

## Allgemeines
Marcia Ball war seit langem bei ihren Fans und den Kritikern als hervorragende Livemusikerin bekannt, doch legte sie erst 2005, 20 Jahre nach ihrer ersten Plattenveröffentlichung, mit „Live! Down the Road“ ihr erstes Livealbum unter eigenem Namen vor. Mit Freda & The Firedogs, ihrer ersten Band, wurde schon eine Liveplatte aufgenommen. Die CD wurde im September 2004 im Big Room der Sierra Nevada Brewing Company als Teil der Sierra Center Stage Serie von PBS aufgenommen. „Down the Road“ enthält alle großen Erfolge und ist somit eine Art „Best of...“ - Album. Auf der CD ist auch ein Gastauftritt von Angela Strehli mit Marcia Ball dokumentiert (It Hurts To Be In Love). Das Album wurde für den Grammy Award nominiert.

## Tracklist
1. Big Shot (Ball, Gatorhythms Music, BMI) (3:59)
2. The Right Tool For The Job (Ball, Gatorhythms Music, BMI) (5:12)
3. Just Kiss Me (Robillard, Happy Valley Music, BMI) (6:42)
4. That’s Enough Of That Stuff (Ball, Gatorhythms Music, BMI) (6:26)
5. Louella (Ball, Gatorhythms Music, BMI) (6:28)
6. Every Day Will Be Like A Holiday (Bell & Jones, Irving Music, BMI) (4:46)
7. La Ti Da (Ball, Gatorhythms Music, BMI) (5:51)
8. It Hurts To Be In Love (Dixon & Toombs, Ft. Knox Music/Trio Music, BMI) (4:07)
9. Down The Road (Ball, Gatorhythms Music, BMI) (4:40)
10. No Ordinary Woman (Ball, Freebo & Photoglo, Gatorhythms Music/Bassline Music, BMI/Griffin Pie Music admin. by The Haber Corp., ASCAP) (4:15)
11. Crawfishin’ (Rene, Leon Rene Publ., ASCAP) (5:41)
12. Louisiana 1927 (Newman, WB Music Corp., ASCAP) (6:57)
13. Count The Days (Foxx, Johnson & Williams, Catalog Music, BMI) (3:38)
14. Let Me Play With Your Poodle (Whitaker, Wabash Music, BMI) (7:48)

## Charts
Billboard Top Blues Album Platz 3

## Kritikerstimmen
- „Powerful and righteous, Ball is a killer pianist, a great singer and songwriter“ - Billboard (Kraftvoll und rechtschaffen, Ball ist eine verteufelt gute Pianistin, eine großartige Sänger und Songwriterin)
- „The one Marcia Ball album everyone should own. A fiery, butt-rockin’ party“- Austin Chronical[1] (Das Marcia Ball Album, das jeder haben sollte. Eine feurige, das Tanzbein fordernde Party.)
- „Down the Road serves as an ideal introduction to Marcia Ball in her truest environment, live on-stage, and for her longtime fans, it is an album they have long been anticipating. A bayou party in a box.“ - Steve Legett All Music Guide[2] (Down the Road dient als ideale Einführung zu Marcia Balls ureigenstem Gebiet, Liveauftritten, und für ihre Langzeitfans ist es das Album, das sie schon lange erwartet haben. Eine Bayou-Party in einer CD-Box.)